# Agwali
Agwali (russisch Агвали, awarisch Агъвали) ist ein Dorf (selo) in der Republik Dagestan in Russland mit 2455 Einwohnern (Stand 14. Oktober 2010).

## Geographie
Der Ort liegt etwa 120 km Luftlinie südwestlich der Republikhauptstadt Machatschkala im östlichen Teil des Großen Kaukasus, nordwestlich des über 4000 m hohen Bogosski-Kammes. Er befindet sich gut 10 km von der Grenze zur Republik Tschetschenien entfernt überwiegend am linken Ufer des Flusses Andijskoje Koisu.
Agwali ist Verwaltungszentrum des Rajons Zumadinski sowie Sitz und einzige Ortschaft der Landgemeinde (selskoje posselenije) Selo Agwali. Der Ort ist fast ausschließlich von Awaren bewohnt, beziehungsweise Angehörigen der Subethnie der Tschamalalen, die früher Tschamalalisch sprachen – eine der andischen Sprachen, die heute durch die Ausbreitung des Awarischen fast ausgestorben ist.

## Geschichte
Das alte Dorf, dessen Name von der awarischen Bezeichnung für Weißdorn abgeleitet ist, gehörte nach dem Anschluss des Gebietes an das Russische Reich und der Bildung der Oblast Dagestan 1861 zu deren Andischem Okrug (Andijski okrug mit Sitz im 15 km nördlich gelegenen Botlich). In der 1921 gegründeten Dagestanischen ASSR war es zunächst innerhalb des Okrugs Sitz des Abschnitts (utschastok) Mindol-Tschamaja. Am 28. März 1926 wurde ein kurzzeitig existierender Rajon gebildet; dann erneut 1932 unter der heutigen Bezeichnung, abgeleitet vom Namen des anfänglichen Verwaltungssitzes im knapp 10 km südwestlich (flussaufwärts am Andijskoje Koisu) gelegenen Dorf Zumada-Uruch. Seit 1936 befindet sich der Verwaltungssitz wieder in Agwali.

### Bevölkerungsentwicklung
| Jahr | Einwohner |
| ---- | --------- |
| 1939 | 660       |
| 1959 | 397       |
| 1970 | 237       |
| 1979 | 1757      |
| 1989 | 2101      |
| 2002 | 2016      |
| 2010 | 2455      |

Anmerkung: Volkszählungsdaten

## Verkehr
Agwali ist Endpunkt der Regionalstraße 82K-029, die in Muni östlich von Botlich von der zur tschetschenischen Grenze führenden 82K-008 abzweigt und den Andijskoje Koisu aufwärts führt. Von Agwali in südlicher Richtung setzt sich die Straße als 82N-002 ins benachbarte Rajonzentrum Kidero fort.